# Bisceglie (metrostation)
Bisceglie is een metrostation in de Italiaanse stad Milaan dat werd geopend op 21 maart 1992 en wordt bediend door lijn 1 van de metro van Milaan.

## Geschiedenis
In januari 1990 werd het stedelijk vervoersplan goedgekeurd dat onder andere voorzag in een verlenging van de zuidtak met 700 meter naar het westen. Het nieuwe eindpunt werd gebouwd als vervoersknooppunt met P&R voorziening aan de westkant van de stad. Aan het noordeinde van de Via Bisceglie werd ten zuiden van de Via Ferruccio Parri een busstation en een parkeergarage met 1400 parkeerplaatsen gebouwd. Het busstation wordt gebruikt door verschillende interlokale buslijnen van ATM, Autoguidovie en STAV. Automobilisten kunnen over de Via Ferruccio Parri van en naar de Milanese ringweg rijden. Het is de bedoeling om de lijn door te trekken tot de ringweg maar daar is nog geen tijdschema voor vastgelegd, zodat Bisceglie vooralsnog het westelijke eindpunt van de zuidtak is. 

## Ligging en inrichting
Het station ligt onder de Via Ferruccio Parri parallel aan het bovengrondse busstation. Aan de noordkant liggen twee toegangen die rechtstreeks aansluiten op de verdeelhal. Aan de zuidkant loopt een voetgangerstunnel naar de P&R-garage, onderweg zijn er trappen naar de verschillende bushaltes en een lift voor rolstoelgebruikers. Vlak ten westen van de parkeergarage ligt de jeugdgevangenis. Ondergronds is de indeling rond de verdeelhal en de perrons overeenkomstig het standaardontwerp. Ten westen van de perrons liggen vier overloopwissels zodat metrostellen beide kopsporen aldaar kunnen gebruiken om te keren. Ten oosten van de perrons liggen nog twee overloopwissels zodat een metrostel uit de stad ook op verkeerd spoor kan binnenrijden. Onder de Via Zurigo ligt tussen de doorgaande sporen een opstelspoor dat echter alleen vanaf Inganni toegankelijk is. 